# Museo Regional Desiderio Torres

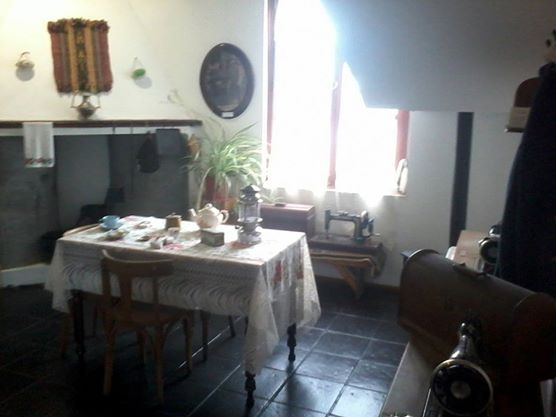
Una cocina del siglo pasado recreada en el museo Desiderio Torres

El Museo Regional Desiderio Torres es un museo dependiente de la Municipalidad de Sarmiento, llamado así en honor a un antiguo poblador aborigen muy respetado en la zona.

## Toponimia
El nombre fue puesto en honor a un antiguo poblador aborigen a quien Francisco Pietrobelli (fundador de la localidad) citó en sus memorias como un hombre de bien que ayudó a los primeros pobladores a radicarse.

## Historia
Este museo fue inaugurado el día 21 de junio de 1972 en otra ubicación frente a la plaza del pueblo General San Martín, ubicada sobre la calle Coronel 355.  Fue reinstalado en el año 2004 en el edificio reconstruido de la ex Estación Sarmiento del Ferrocarril de Comodoro Rivadavia, que unía a esta localidad con Colonia Sarmiento, ambas en la provincia de Chubut (Argentina).

## Temática
40000 piezas componen su patrimonio, aportando material lítico variado y sumamente interesante. Entre ellas se reflejan diferentes culturas de pueblos originarios, Mapuche y Tehuelche, como también de colonos galeses, holandeses y sudafricanos que llegaron al valle desde 1897.

## Contenido
Este museo cuenta con cuatro salas que recorren la historia regional.
- Sala Paleontológica: donde se exhiben importantes piezas originales de dinosaurios extraídas en la región.
- Sala Arqueológica: donde se exhiben restos arqueológicas de los pueblos originarios que se asentaron en el pasado en el valle de Sarmiento y los alrededores. Se destaca la colección de 16.000 piezas líticas, entre ellas: puntas de flechas de diversos materiales, formas, tamaños y antigüedad, cuchillos, pipas, tiestos cerámicos, entre otros.
- Sala de los Colonos: donde se puede observar una colección fotográfica que testimonia los comienzos y el desarrollo de los primeros años de la ciudad de Sarmiento y sus alrededores, así como, elementos, cartas, documentos y mobiliario perteneciente a los antiguos pobladores. También cuenta con la primera bandera izada en Colonia Sarmiento. Los primeros colonos europeos llegaron a este valle en el año 1897.
- Alfarería: donde se exhibe una muestra de piezas de alfarería realizada por los pueblos originarios del pasado que vivieron en la zona.

También guarda elementos del desaparecido ferrocarril y registro histórico del mismo. A su vez, en las instalaciones del museo funciona también el Centro de Tejeduría Indígena, donde se realiza el rescate de la simbología, las guardas y los dibujos tehuelches en la cerámica.Por último anexo al predio del museo, pero funcionando de manera autónoma, se emplaza un parque paleontológico. En él se exponen 11 réplicas de dinosaurios, realizados a tamaño natural y esculpidos con sumo rigor científico. Los mismos son ejemplares hallados en el departamento de Sarmiento y en zonas aledañas

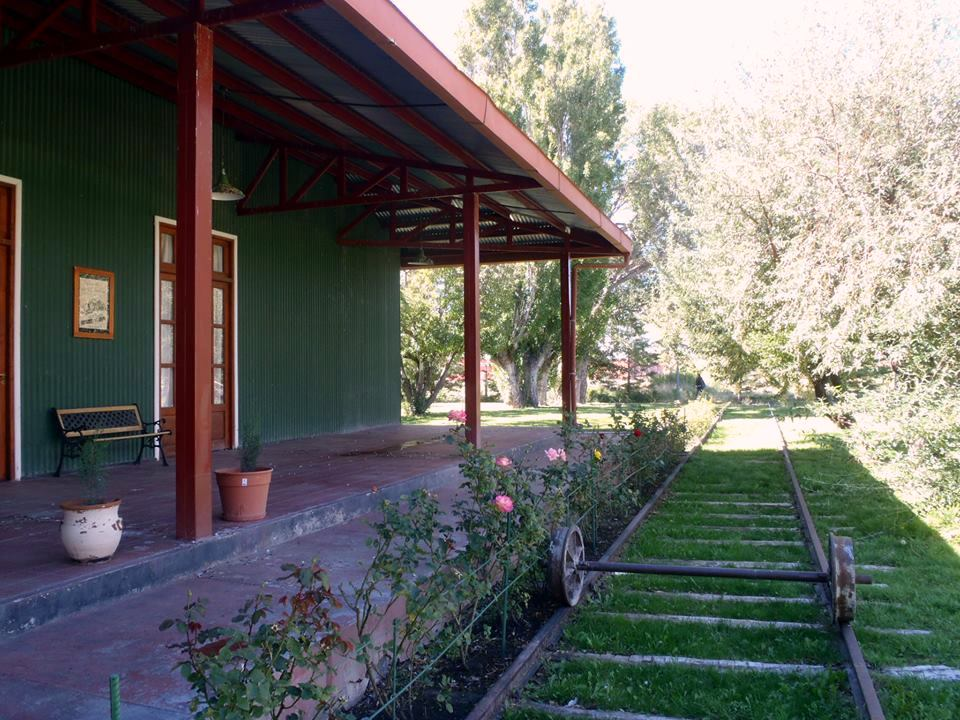
Andén de la estación con un eje de locomotora o coche motor intacto